# Зеленоградская станция аэрации
Зеленоградская станция аэрации — действующие очистные сооружения московской канализации. Находится в Зеленограде.

## История
Зеленоградская станция аэрации построена в 1962 году, мощность её составляла 90 тысяч кубических метров стоков в сутки. В апреле 1967 года на станции внедрена система доочистки, первая в СССР. Система доочистки представляла из себя несколько барабанных сеток и специальные фильтры. Данная система была на третьей стадии процесса очистки стоков. Очищенную воду планировали сбрасывать в ближайшую речку Сходня, однако она маловодна и на этом месте располагалась реакционная зона, а дальше по течению — форелевое хозяйство. Местных жителей это не устроило и отходы в Сходню не сбрасывали. В 1979 году часть работников станции, среди которых был В. Запорников, получили премию Совета министров СССР за внедрение системы доочистки в апреле 1967 года. И И. Глуховский и В. Запорников говорили по этому поводу:
Вы знаете, у нас действительно очень высокое качество очистки воды: оно фактически отвечает по санитарным показателям качеству воды питьевой. Мы не раз были свидетелями того, как члены проверяющих представительных комиссий наливали на стоке (после того, как вода прошла четвертую стадию - дезинфекцию гипохлоритом натрия, а затем была обогащена растворенным кислородом) стакан идеально чистой, серебристой жидкости и с удовольствием выпивали.
К 1980 году на Зеленоградской станции построена третья очередь, мощность которой составляла 90 тысяч кубометров воды в сутки. Нагрузка в то время утром, вечером и в праздничные дни составляла 130—150 тысяч кубических метров в сутки. В конце 1980-х годов принято решение о постройки четвёртой очереди станции, мощность которой 140 тысяч кубических метров. С 1987 года глава — Иосиф Ильич Глуховский. В 1992 году стройка четвёртой очереди начата, но через некоторое время строительство заброшено.
К началу XXI века станция перешла к производственному управлению «Зеленоградводоканал». В 2003 году на месте Зеленоградской станции аэрации построена «специализированная территория малого предпринимательства Зеленоградская-1» (СТМП Зеленоградская-1).